# Liste des sites mégalithiques du Shetland
Cette liste non exhaustive recense les principaux sites mégalithiques du Shetland.

## Cartographie
Localisation des principaux sites mégalithiques du Shetland

## Liste
| Site                        | Type    | Île      | Notes        | Coordonnées                 | Image |
| --------------------------- | ------- | -------- | ------------ | --------------------------- | ----- |
| (de)                        | Menhir  | Unst     |              | 60° 42′ 33″ N, 0° 56′ 29″ O |       |
| Busta Brae                  | Menhirs | Mainland | Deux menhirs | 60° 23′ 21″ N, 1° 22′ 09″ O |       |
| Menhir de Clivocast         | Menhir  | Unst     |              | 60° 41′ 06″ N, 0° 53′ 32″ O |       |
| Menhir de Cruester          | Menhir  | Bressay  |              | 60° 10′ 01″ N, 1° 07′ 09″ O |       |
| Pierres géantes d'Esha Ness | Menhirs | Mainland |              | 60° 30′ 29″ N, 1° 33′ 22″ O |       |
| Hjaltadans                  | Henge   | Fetlar   |              | 60° 36′ 37″ N, 0° 51′ 50″ O |       |
| Scord of Brouster           | Cairn   | Mainland |              | 60° 14′ 56″ N, 1° 32′ 22″ O |       |
| Menhir de Skellister (nl)   | Menhir  | Mainland |              | 60° 16′ 40″ N, 1° 09′ 49″ O |       |
| Menhir de Tingwall          | Menhir  | Mainland |              | 60° 10′ 03″ N, 1° 15′ 14″ O |       |
| Menhir de Troswick          | Menhir  | Mainland |              | 59° 55′ 57″ N, 1° 16′ 20″ O |       |
| Menhir de Uyea Breck        | Menhir  | Unst     |              | 60° 41′ 06″ N, 0° 53′ 32″ O |       |
| Menhirs de Yoxie (en)       | Menhirs | Whalsay  |              | 60° 21′ 59″ N, 0° 56′ 14″ O |       |